# Przedstawicielstwo Prezydenta Ukrainy w Republice Autonomicznej Krymu

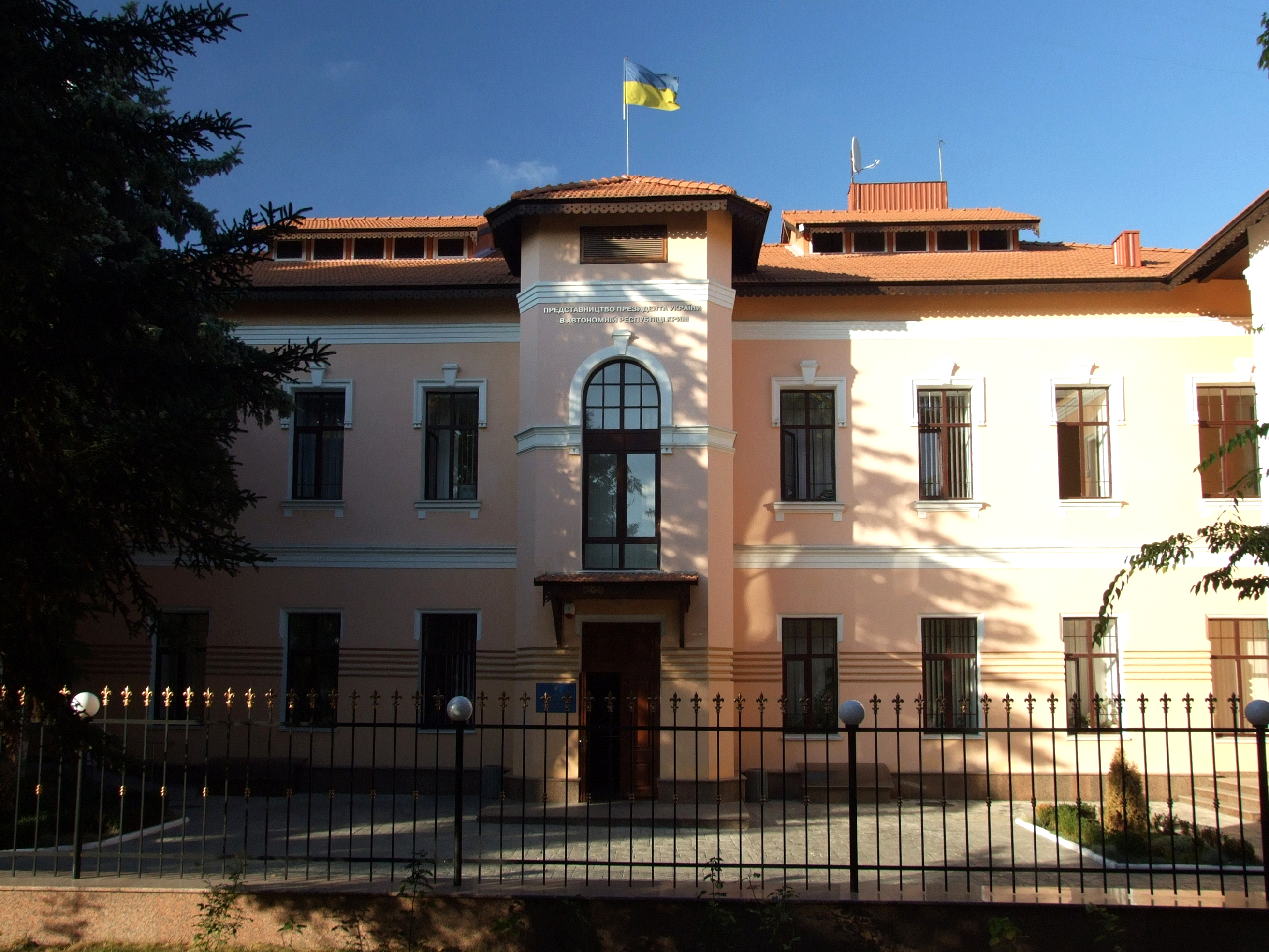
Przedstawicielstwo Prezydenta Ukrainy w Republice Autonomicznej Krymu

Przedstawicielstwo Prezydenta Ukrainy w Republice Autonomicznej Krymu – państwowy organ Ukrainy, utworzony przez Prezydenta Ukrainy, i bezpośrednio jemu podporządkowany, działający w Republice Autonomicznej Krymu.
W swojej działalności kieruje się Konstytucją Ukrainy, ustawami Rady Najwyższej Ukrainy, dekretami i rozporządzeniami Prezydenta Ukrainy oraz aktami wykonawczymi Rady ministrów Ukrainy.
Przedstawicielstwo obserwuje i kontroluje przestrzegania w Republice ukraińskich aktów prawnych, praw człowieka, oraz zarządzeń ekonomicznych. Nadzoruje pracę rządu Republiki Autonomicznej Krymu. Przygotowuje również dla Prezydenta Ukrainy raporty i analizy dotyczące Republiki Autonomicznej Krymu.

## Przedstawiciele Prezydenta
- Wasyl Kyseliow (od 8 lutego 1997 do 29 czerwca 1999)
- Anatolij Kornijczuk (od 1999 do 2003)
- Wołodymyr Kulisz (od lutego 2003 do maja 2006)
- Hennadij Moskal (od 17 maja 2006 do 9 stycznia 2007)
- Wiktor Szemczuk (od 22 lutego do 4 maja 2007)
- Wołodymyr Chomenko (od czerwca do grudnia 2007)
- Łeonid Żuńko (od 30 stycznia 2008 do 6 kwietnia 2010)
- Serhij Kunicyn (od 6 kwietnia do 13 października 2010)
- Wołodymyr Jacuba (od stycznia do czerwca 2011)
- Wiktor Płakida (p.o., 2011)
- Wiktor Płakida (od 2012 do 2014)
- Serhij Kunicyn (od lutego do marca 2014)
- Natalija Popowycz (od maja 2014 do sierpnia 2017)
- Borys Babin(inne języki) (od 17 sierpnia 2017 do 2 grudnia 2018)
- Izet Hdanow (p.o., od 2018 do 2019)
- Anton Korynewycz (od 25 czerwca 2019 do 25 kwietnia 2022)
- Tamiła Taszewa (od 25 kwietnia 2022 do 5 grudnia 2024)
- Olha Kuryszko (p.o., od 5 grudnia 2024 do 24 stycznia 2025)
- Olha Kuryszko (od 24 stycznia 2025)